# Дилления кустарниковидная
Дилления кустарниковидная (лат. Dillenia suffruticosa) — вид двудольных растений из семейства Диллениевые.

## Описание
Кустарник или, реже, дерево высотой до 10 м. Продолжительность жизни до 50 лет. Листья овальные до 35 см. Лепестки желтые. Тычинки беловатые. Цветки практически не производит нектар.

## Экология
Дилления кустарниковая цветёт ночью, полное раскрытие цветков наступает перед рассветом, а через 12 часов лепестки опадают. Опылителями являются преимущественно перепончатокрылые родов Trigona, Amegilla и Xylocopa. Зрелые плоды раскрываются через месяц после цветения. Является альтернативным кормовым растением для гусениц Darna trima, которые питаются преимущественно масличной пальмой. В опавших листьях образуются фитотельматы, заселяемые кровососущими комарами. Плодами и семенами питаются двукрылые, мыши Chiropodomys gliroides и птицы из семейств Pycnonotidae, Nectariniidae и Chloropseidae.

## Распространение
В диком виде встречается от Западной Малайзии до Филиппин, Индонезии и Брунея. Растение было интродуцировано в Шри-Ланке, где отнесено к опасным чужеродным видам. Тень от его больших листьев препятствует росту других растений, а листовой опад создает благоприятную среду для развития кровососущих комаров, что вызывает проблемы со здоровьем человека.

## Хозяйственное значение и применение
В народной медицине используется для лечения злокачественных опухолей, ревматизма, заживления ран и как противолихорадочное средство. Фармакологические исследования подтвердили, что экстракт корня оказывает цитотоксический эффект по отношению к раковым клеткам. Отмечены антиоксидантные свойства экстрактов корня. Экстракт листьев обладает противомикробным действием на Bacillus cereus, Bacillus subtilis, Candida albicans и Pseudomonas aeruginosa и подавляет репликацию вируса денге.